# 関西精機製作所
関西精機製作所（かんさいせいきせいさくしょ）は、かつて存在した、日本を代表するアーケードゲーム（エレメカ）メーカーの一つである。"KASCO"（キャスコ KAnsai Seiki COrporation）のブランド名を持っていた。

## 創業時のいきさつ
創業者の古川兼三（ふるかわ・けんぞう 1916年 - 2011年）は京都生まれ。祖父は京都電気鉄道（後の京都市電の一部）に関わる仕事をしていた。父の製紙業を継ぐつもりだったが空襲で焼失、将来を模索することになる。同志社大学経済学部卒業後、機械いじりが得意だったので島津製作所などに勤務した経歴がある。
独立後の開発第一号は自転車用エンジンだったが、不具合がありうまく行かなかった。その後阪急百貨店向けに店内案内の自動広告を作ると、友人が「これを使って、デパートの屋上で子供向け機械を作れないか」と依頼が来た。そして自動紙芝居「ステレオトーキー」を販売するため1955年1月に関西精機を創業。ステレオトーキー（後にビューボックスと名を改める）は数千台を売るヒット作となり、1958年2月に法人化した。
高度経済成長時代ながら10時と15時に必ず休む、週休二日制であるなど、社内の雰囲気は和気あいあいだったと言う。また「優良納税モデル」「輸出安定拡大」「健全娯楽による風俗環境浄化積極推進」などの表彰も多数受けている。

## 主なゲーム
ミニドライブ（1958年）
古川がアメリカで見た、ドライブゲームのエレメカをヒントにして作られた。これは筐体の中央に配置された模型の自動車を、大きなハンドルで操作し、スクロールする道に設置されているマーク（金属が露出しており、通電して通過を感知する）をより多く通過して、高得点を目指すものである。ただしハンドルを回してもすぐ自動車が動かない点が、ゲームをより難しく、より面白くしている。登場時は客もコインも溢れるという、後の『ポン』や『スペースインベーダー』に匹敵する大人気で、知名度と2000台以上にのぼる生産台数から、同社を代表するゲームとされている。自動車が奥でなく上に走る様改良されたものは「ポルル君の旅行」という名で発売されていた。「ドラえもん」や「アンパンマン」のキャラクターを使ったミニドライブゲーム付きエレメカは、現在も他のメーカーから出ている。
インディ500（1968年）
玩具をヒントに作られた、影絵式のドライブゲーム。これも2000台以上出荷された。海外ではコピーゲームが一万台も売れ、賞も取ったという。
F.B.I. Shootout gun（1970年）
禁酒法時代のFBI捜査官となってギャングを襲撃し、ランダムで窓に現れる敵をトミーガンで倒してスコアを競うガンシューティングゲーム。命中すると「ブッ」という効果音と共に窓が赤く染まり、命中1発毎にスコア10点。500点以上のスコアを稼ぐと一回だけリプレイが可能。70年代初期のゲームセンターではかなりポピュラーな存在で、TVドラマ『バーディー大作戦』などにも登場している。
フライングシューティング（1973年）
機械接点式によるガンシューティングゲーム。
ガンスモーク（1975年）
倒れる敵（的）に世界初のホログラフィー技術を使った、ガンシューティングゲーム。
ザ・ドライバー（1979年）
実写映像を使用。前方に見える真赤な自動車を追いかけるゲーム。LDゲームの先掛けとなる作品。実写映像の撮影はすべて東映が行った。
ウインドミル
レバーで障害物を動かし、羽根車を通る玉を受け止める。
この他にあんま機やカラオケ機も、世界で初めて商品化した（カラオケ機については、発明自体は関西精機が初めてではない）。
これらのエレメカの完成度の高さは、海外のメーカーからもライセンス生産される程だったが、保有する特許はあまり多くない。特許の申請が通るまでに年月がかかることが、理由の一つだったと言う。よってコピーゲームが多数出回った。

## プレイトロン
同社は黎明期のコンピュータゲームにも参入しかけている。1973年9月の第十二回アミューズメントマシンショー（「ポン」とそのコピーゲームが初出展された事で知られる）に日本ビクターの依頼もあって、家庭用ゲーム機「プレイトロン」が出品された。
「プレイトロン」は青い海を背景に、黒いクジラを動かして赤い小魚を食べていくと言うゲームである。まだ「オデッセイ」や「ポン」の様に、白黒の四角ぐらいしか出ないゲームしか無かった時代に、「プレイトロン」はカラー画面で、曲線で構成される複雑なキャラクタを表示することに成功していた。
だが引き合いが無く、ビクターの社長が交代したことによりこの分野の進出を断念したため、出品されただけで終わった。
なおこうしてコンピュータゲームの商業進出はしなかったものの、他社の開発したアーケード用コンピュータゲームの販売は手がけていたことがある。

## 関西精機の終焉
同社と同時にサービスゲームズ（後のセガ、後のセガ・インタラクティブ）、太東貿易（後のタイトー）、中村製作所（後のナムコ、後のバンダイナムコエンターテインメント。創業者の中村雅哉は時々同社を訪問していた）などは販売網を広げ、大手アミューズメント業として成長して行った。これに対し古川は開発に没頭して経営は部下に任せ、関西精機もエレメカを作る事にこだわり続けたため、ビデオゲームに移行して行った業界から取り残されて行った。また古川の姪の夫で経営の一部や営業を担当していた小見山崇が、途中で関西精機からのれん分けしたことも、営業面でも遅れを出す原因となった。
古川兼三は1991年6月、やはり同志社大学を出た長男の古川純一郎に経営を譲ったが、その純一郎が1993年11月に病死してしまう。跡継ぎも見つからなかったため、同社は1994年2月に廃業した。